# 原麦加利银行
原麦加利银行，又称渣打银行（Standard Chartered Bank）位于中国北京市东城区东华门街道东交民巷东交民巷西端路北甲39号，东邻新大路，西邻天安门广场。已列为第七批北京市文物保护单位。

北京麦加利银行建筑建于1918-1919年。该地块在光绪二十六年（1900年）之前，原为礼部衙署所在。光绪二十七年（1901年）《辛丑条约》划定东交民巷使馆区，此处恰在使馆区西边界（户部街）之外。主体建筑地上三层，半地下一层。清水红砖立面，窗套等处用白石装饰，形成对比。大营业厅面积达177平方米。地下室设金库。
2003年，原东交民巷麦加利银行旧址公布为第七批北京市文物保护单位。